# Nying

En nying.

Nying är en stockvedsbrasa anordnad så att den kan brinna en hel natt. Nyingar användes förr av skogsarbetare, jägare och timmerflottare som var tvungna att tillbringa natten under bar himmel eller som signaleld för att vägleda sjöfarande. Namnet härrör troligen från det fornsvenska nudher, som betyder trästock.
Det vanligaste sättet att göra en nying är att lägga två avkvistade stammar av furu på varandra. Mellan dem sticks spån och torra vedstickor som sedan antändes. Det börjar då glöda i stockarna och en mild jämn värme sprids från dem under en lång tid. En tumregel för dimensioneringen är längden av ett yxskaft per person och en tum tjocklek per timme nyingen skall brinna.